# Heavy Metal Army
Heavy Metal Army was een van de allereerste heavymetalbands afkomstig uit Japan. De band is ook wel bekend als een "super group", omdat de bandleden al in verschillende andere Japanse populaire bands speelden. Zo bevatte het zanger Hiroto Arasaki, ook wel John Joseph Patterson genoemd, die gespeeld heeft met 5x en later, Mariner. De keyboards en achtergrondzang werd gedaan door Yuki Nakajima, die ook te gast was op het album "Destruction" (1983) van inmiddels overleden drummer Munetaka Higuchi (Loudness). Daarnaast heeft Yuki ook met Carmen Maki gespeeld. De gitaarrol vervulde Shinki Sugama, die bekend was van Condition Green. Op basgitaar speelde Masahiko Takeuchi, die voorheen bandlid van (Blues) Creation was. Uiteindelijk was er nog Eiichii "Chibi" Miyanaga, die voorheen drumde bij Japanse hardrock formatie Murasaki.
Heavy Metal Army werd geformeerd in 1980 en uiteindelijk hebben ze één studioalbum uitgebracht op 21 oktober 1981, genaamd "Heavy Metal Army". Typerende van dit album was dat een zekere Mr. X (die later Kyoji Yamamoto van Bow Wow bleek te zijn) als gast gitaar speelt. Hij werd toentertijd als Mr. X genoteerd op de hoes van de lp, om problemen met toenmalig platenlabel te voorkomen. In 1993 verschijnt er een bootleg-cd die dit album bevat, uitgebracht via platenlabel Hot Metal Records.
Heavy Metal Army was een van de eerste bands uit Japan die een manier bedachten om mensen te choqueren. Dit deden ze onder andere met het dragen van swastika-armbanden. Toen ze hun debuutalbum hadden uitgebracht ging de band vrij snel uit elkaar. Sommige bandleden gingen verder als Eastern Orbit en brachten nog 2 lp's en een ep single uit in de begin jaren 80.

## Discografie
- 1981 - Heavy Metal Army